# Žirardinka okatá
Žirardinka okatá, další české názvy: živorodka okatá (latinsky: Girardinus falcatus, slovensky: živorodka okatá, anglicky: Goldbelly topminnow). Rybu poprvé popsal v roce 1903 německo-americký ichtyolog Carl H. Eigenmann.

## Popis
Ryba má tělo stříbřité, až světle zlaté barvy s jasně modrou duhovku. Povrch těla je bez jakýchkoliv barevných znaků. Ploutve jsou průhledné. Tělo u obou pohlaví je podlouhlé a velmi štíhlé. Samci dorůstají velikosti 3,7 cm, samice až 8,5 cm. Pohlaví ryb je snadno rozeznatelné: samci mají pohlavní orgán gonopodium, samice klasickou řitní ploutev. Samci mají nápadně dlouhé gonopodium zakončené háčky, při přelovování se často zachytí v síťce a dojde k jejímu poškození. Při odlovu je vhodné používat tzv. skleněnou fajfku. Samci i samice tvoří jedno hejno.

## Biotop
Ryba se vyskytuje ve sladkých vodách na Kubě, především v rybnících, jezerech a nížinných potocích s nadmořskou výškou od 2 do 150, obvykle okolo 30 m n. m. Preferuje stojatou vodu s bahnitým substrátem s hojnou vodní vegetací. Živí se rozsivkami, řasami, listy vodních rostlin, detritem a larvami hmyzu. Lze ji najít i v brakickém pásmu.

## Chov v akváriu
- Chov ryby: Ryba je na chov nenáročná. Měl by být zachován větší poměr samic k samcům. Občas je lekavá a schovává se.[4]
- Teplota vody: 24–30 °C[4]
- Kyselost vody: 6,0–7,8 pH[4]
- Tvrdost vody: 3–20 °dGH[4]
- Krmení: Jedná se o všežravou rybu, preferuje živou potravu, přijímá také vločkové, nebo mražené krmivo.[4]
- Rozmnožování: Březost trvá přibližně 25 dní. Samice rodí přibližně 15–30 (10–40) mláďat, která jsou velká až 8 mm a ihned přijímají běžnou potravu. Samci dospívají ve 4 měsících, samice v 5–6 měsících.[4][5]